# مایکل عطیه
سِر مایکل فرانسیس عطیه (به انگلیسی: Sir Michael Francis Atiyah) (OM - FRS - FMedSci - FAA - FREng) (متولد ۲۲ آوریل ۱۹۲۹ میلادی – وفات ۱۱ ژانویه ۲۰۱۹ میلادی)، ریاضی‌دان بریتانیایی-لبنانی بود که گرایش تخصصی اش هندسه بود.
عطیه در سودان و مصر بزرگ شد، اما بیشتر عمر آکادمیک خود را در دانشگاه آکسفوردِ و دانشگاه کمبریج بریتانیا و همچنین در مؤسسه مطالعات پیشرفته واقع در ایالات متحده گذراند. او رئیس انجمن سلطنتی (از ۱۹۹۰ تا ۱۹۹۵ میلادی)، مدیر کالج ترینیتی در کمبریج (از ۱۹۹۰ تا ۱۹۹۷ میلادی)، رئیس دانشگاه لستر (از ۱۹۹۵ تا ۲۰۰۵ میلادی) و رئیس انجمن سلطنتی ادینبورگ (از ۲۰۰۵ تا ۲۰۰۸ میلادی) بود. او از ۱۹۹۷ میلادی تا زمان مرگش، پروفسور افتخاری در دانشگاه ادینبرو بود.
همکاران ریاضیاتی عطیه شامل رائول بات، فردریش هیرزبروخ و ایسادور سینگر و دانشجویانش شامل گرائم سگال، نایگل هیچین، سایمون دونالدسون و ادوارد ویتن بودند. او به همراه هیرزبروخ، بنیان‌های نظریه کای توپولوژیکی را بنا نهادند. این نظریه ابزار مهمی در توپولوژی جبری است که به زبان ساده راه‌های پیچش فضا را توصیف می‌کند. شناخته‌شده‌ترین نتیجه‌ای که عطیه بدست آورد، قضیه اندیس عطیه-سینگر بود که آن را با کمک سینگر در ۱۹۶۳ میلادی بدست آورد، این قضیه در شمردن تعداد جواب‌های مستقل برای معادلات دیفرانسیل به کار می‌رود. برخی از کارهای جدیدتر او الهام گرفته از فیزیک نظری بود، به‌خصوص اینستنتون‌ها (instantons) و تک‌قطبی‌ها، که مسئول برخی از اصلاحات جزئی در نظریه میدان‌های کوانتومی می‌باشد. او مدال فیلدز را در ۱۹۶۶ میلادی و جایزه آبل را در ۲۰۰۴ میلادی کسب نمود.

## اوایل زندگی و آموزش

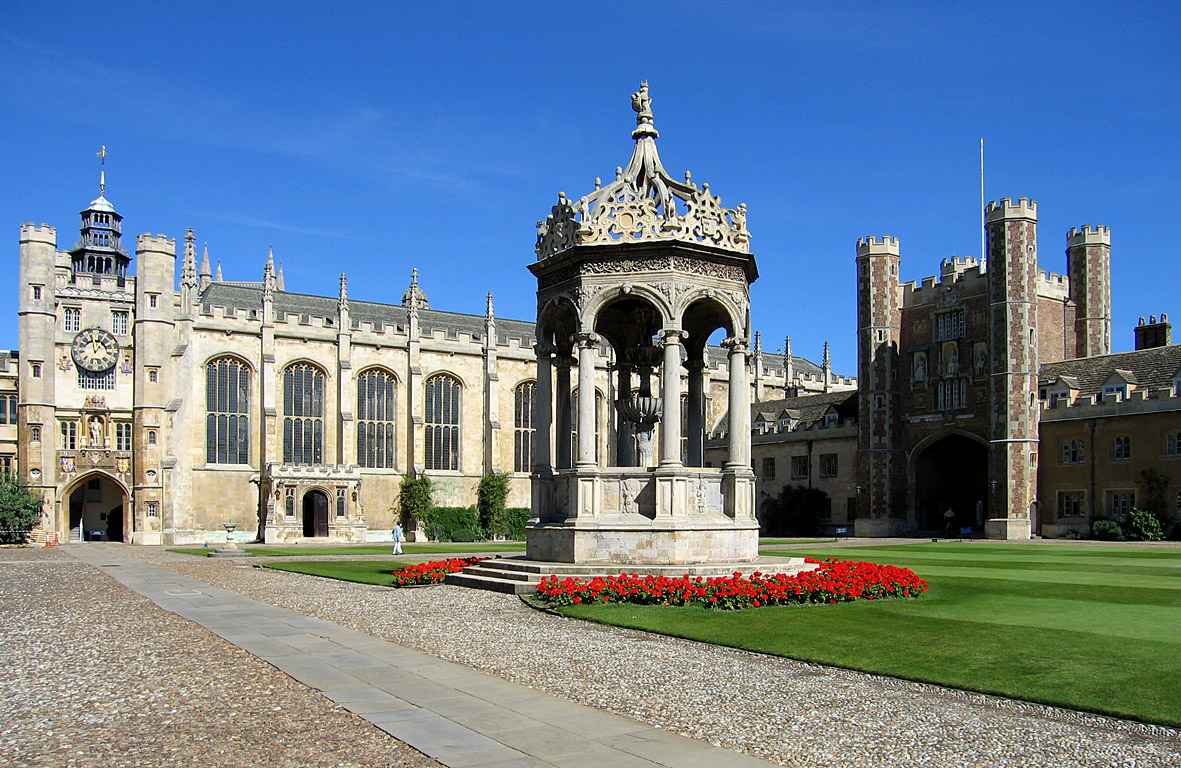
محل زندگی سِر مایکل فرانسیس عطیه

عطیه در ۲۲ آوریل ۱۹۲۶ در همپستید، لندن، انگلستان بدنیا آمد. او فرزند جین (نی لونس) و ادوارد عطیه بود. مادر او اسکاتلندی و پدرش یک مسیحی ارتدکس لبنانی بود. او دو برادر به نام‌ها پاتریک (فوت‌شده) و جو و همچنین یک خواهر به نام سلما (فوت‌شده) داشت. عطیه در خارطومِ سودان (بین سال‌های ۱۹۳۴ تا ۱۹۴۱ میلادی) به مدرسه دیوسسان (Diocesan) رفت. سپس بین سال‌های ۱۹۴۱ تا ۱۹۴۵ میلادی در کالج ویکتوریای قاهره و اسکندریه به مدرسه راهنمایی (دوره دوم) رفت؛ این مدرسه توسط نجیب‌زادگان اروپایی اداره می‌شد که به دلیل جنگ جهانی دوم و توسط برخی از رهبران آینده ملت‌های عربی تغییر وضعیت پیدا کرد. او برای ادامه تحصیل دوره دبیرستان (HSC) به انگلستان و مدرسه گرامار منچستر بازگشت (طی سال‌های ۱۹۴۵ تا ۱۹۴۷ میلادی) و خدمت ملی خود را در سپاه سلطنتی مهندسان برق و مکانیک به انجام رساند (طی ۱۹۴۷ تا ۱۹۴۹ میلادی). مطالعات لیسانس و پس از لیسانس خود را در کالج ترینیتی کمبریج صورت داد (طی ۱۹۴۹ تا ۱۹۵۵ میلادی). او دانشجوی دکترای ویلیام وی.دی. هاج بود و در ۱۹۵۵ دکترای خود را با رساله‌ای تحت عنوان برخی‌از کاربردهای روش‌های توپولوژیکی در هندسه جبری دریافت نمود.
طی زمان حضورش در کمبریج، ریاست جامعه ارشمیدسیان را در آنجا برعهده داشت.